# Victor Leborgne
Pour les articles homonymes, voir Leborgne.
Louis Victor Leborgne (né le 21 juillet 1809 à Moret-sur-Loing et mort le 17 avril 1861 à Gentilly) est un artisan français. Leborgne est particulièrement connu pour avoir été un sujet d'étude de Paul Broca, grâce auquel il trouva l'aire de Broca. 

## Biographie
Son père, Pierre Leborgne, est instituteur tandis que sa mère, Marguerite Leborgne (née Savard), est une femme au foyer. Il est le quatrième enfant d'une famille de six. Les registres de mariage de sa sœur et de son frère indiquent que les membres de la fratrie savaient signer, et donc écrire. Cela infirme des hypothèses qui avaient été faites au cours des décennies, et qui faisait de Leborgne le fils faiblement éduqué d'une famille très pauvre. Dans son enfance, le jeune Victor est atteint de crises d'épilepsie. Il arrive cependant à travailler comme formier jusqu'à ses trente ans. C'est à cet âge-là qu'il perd l'usage normal de la parole, à la suite sans doute d'une crise particulièrement violente. Il est ensuite interné au service de psychiatrie de l'hôpital Bicêtre jusqu'à la fin de sa vie (soit durant vingt-et-un ans),. N'étant pas marié, il ne pouvait pas être remis à la charge de proches. 
Son internement dans ce service pose question car il ne manifeste pas de signes de folie ou de débilité mentale. Si son vocabulaire est limité à une seule syllabe, il reste capable de montrer une capacité à communiquer, en variant les intonations et en faisant des signes de main. Il montre un certain désappointement lorsqu'il n'arrive pas à répondre autrement que par la syllabe « Tan » aux questions qu'on lui pose. Les réponses qu'il fait avec cette syllabe sont d'ailleurs souvent répétées et doublées rapidement, comme s'il essayait de redire à nouveau ce qu'il souhaitait réellement prononcer. Il est ainsi parfois surnommé « Monsieur Tan-Tan » par les infirmières du service alors qu'il était plutôt connu dans l'hôpital sous le surnom de « Monsieur Tan ». Au bout d'une dizaine d'années d'internement, il manifeste des signes de dépression. Il refuse par exemple de se lever de son lit et perd en tonicité dans son bras et sa jambe gauche. C'est alors qu'il est atteint de la gangrène que Paul Broca est appelé à son chevet. Il n'arrive pas à sauver Leborgne mais réalise son autopsie, durant laquelle il étudie le cerveau du défunt.

## Découverte de son identité
Ce n'est que plus de cent-cinquante ans après sa mort que l'on a découvert l'identité complète de Victor Leborgne. Il était jusque-là simplement connu sous le nom de « Monsieur Leborgne ». C'était ainsi que Paul Broca l'avait présenté à l'Académie des Sciences lorsqu'il avait montré ses résultats de recherche sur son autopsie. Pour l'historien polonais des sciences Cezary W. Domanski, qui a mené les recherches ayant abouti à la découverte de l'identité de Leborgne, il fallait rappeler que « chaque personne mérite du respect ». Il était incompréhensible pour lui qu'un homme dont le cerveau a été aussi étudié n'ait pas eu droit à l'attention des scientifiques. Par cette recherche, il entend montrer que « le patient n'est pas un objet ».

## Hypothèse autour de la syllabe Tan
Selon Domanski, cette syllabe trouverait sa source dans un souvenir d'enfance de Leborgne. Il a en effet grandi dans une région où plusieurs moulins à tan étaient en service au début du XIXe siècle.